# 扬·瓦帕沃里
扬·佩勒沃·瓦帕沃里（芬蘭語：Jan Pellervo Vapaavuori；1965年4月3日—），芬兰从政人物及赫尔辛基市长。2003—2015年间他是民族联合党的议员，并在2012—2015年间担任卡泰宁及斯图布内阁中的经济部长。2007—2011年间他在万哈宁及基维涅米内阁中担任住房部长和北欧合作部长。
2015年秋季起至2017年春季瓦帕沃里担任欧洲投资银行的副行长。
在2017年的市镇议会选举中瓦帕沃里推选为民族联合党的市长候选人。他获得了历史上个人得票数最高的纪录，票数为29,745票。
2020年瓦帕沃里当选为芬蘭奧林匹克委員會会长。